# Monastère de Treskavec
Le monastère de Treskavec (en macédonien : Манастир Трескавец) est un monastère du sud-ouest de la Macédoine du Nord, situé dans la commune de Prilep. Il fut construit du XIIIe siècle au XIVe siècle dans un site montagneux très difficile d'accès, il fut détruit et reconstruit par le souverain serbe Stefan Uroš II Milutin, il est d'ailleurs inscrit comme Ktitor dans le monastères. Il se trouve en effet à 1 280 mètres d'altitude, sur un petit plateau rocheux proche de la cime du mont Zlatovrv. Partiellement abandonné au XVe siècle, il a été restauré plusieurs fois depuis. Parmi ses richesses artistiques se trouvent une porte en bois sculpté du XVIe siècle, des fresques médiévales et un crucifix sculpté. Une église se trouve sur le site depuis le Ve siècle ou le VIe siècle.
Le monastère a été placé sur la liste du patrimoine mondial en péril en 2006, mais la restauration de son église grâce à l'Unesco a permis sa sortie de la liste en 2008.
Néanmoins, le monastère a été ravagé par un incendie au début des années 2010 et, hormis l'église, il n'est plus qu'une ruine pitoyable. Aucune restauration n'a été lancée à ce jour (2015) par le gouvernement macédonien.

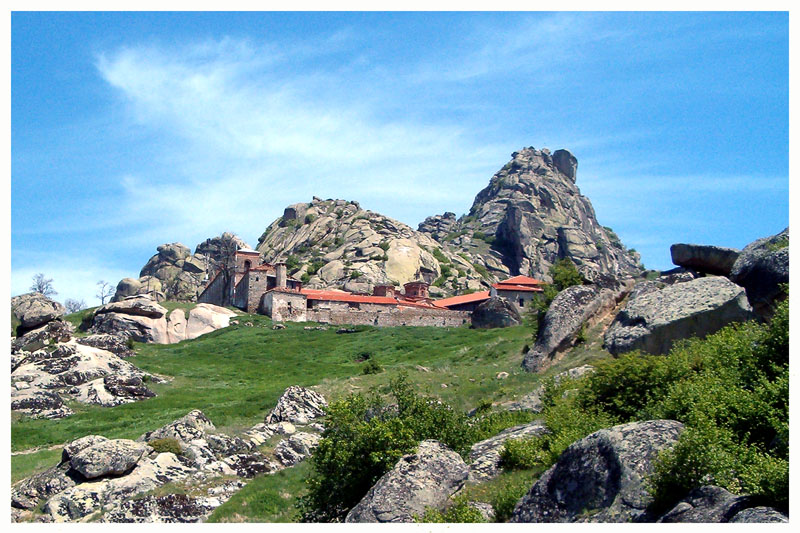
Le monastère.
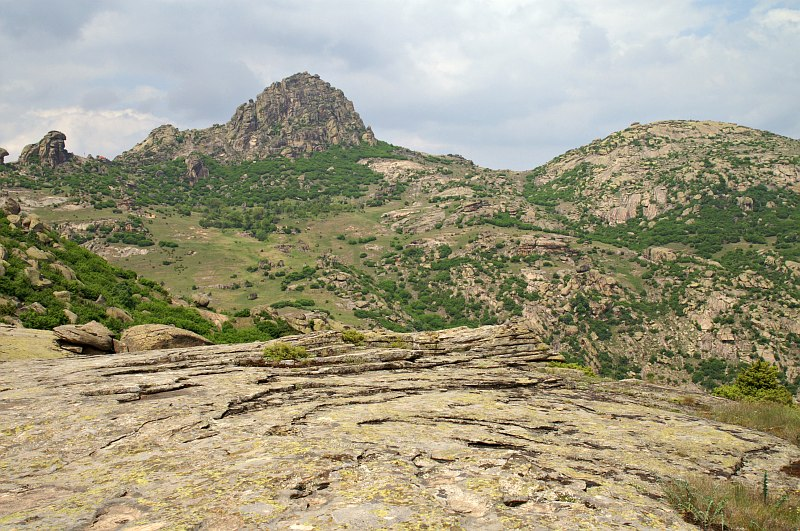
Paysage environnant.
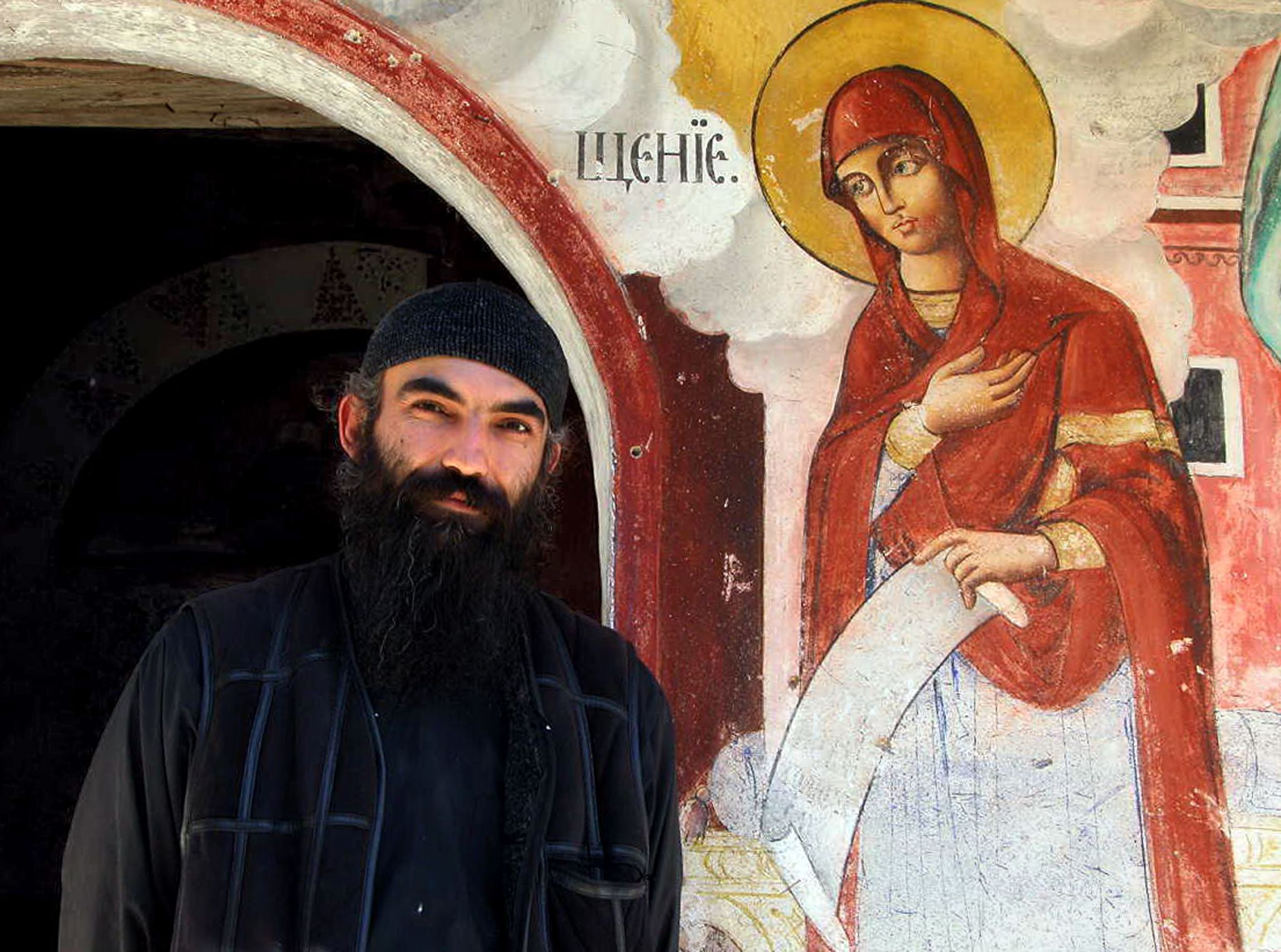
Un moine.
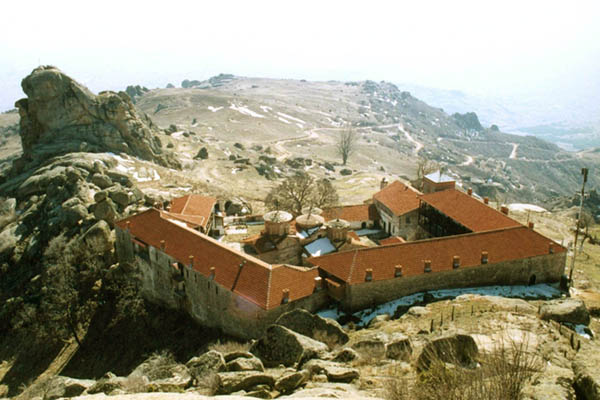
Le monastère vu du ciel.
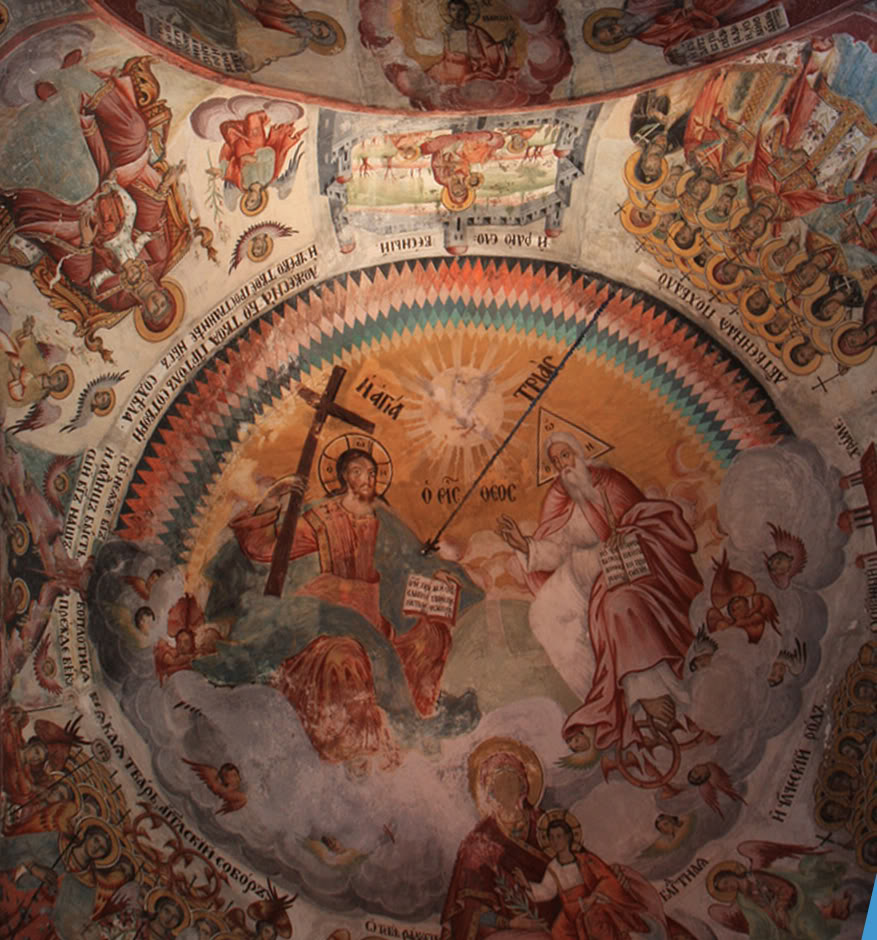
Fresque de l'église.
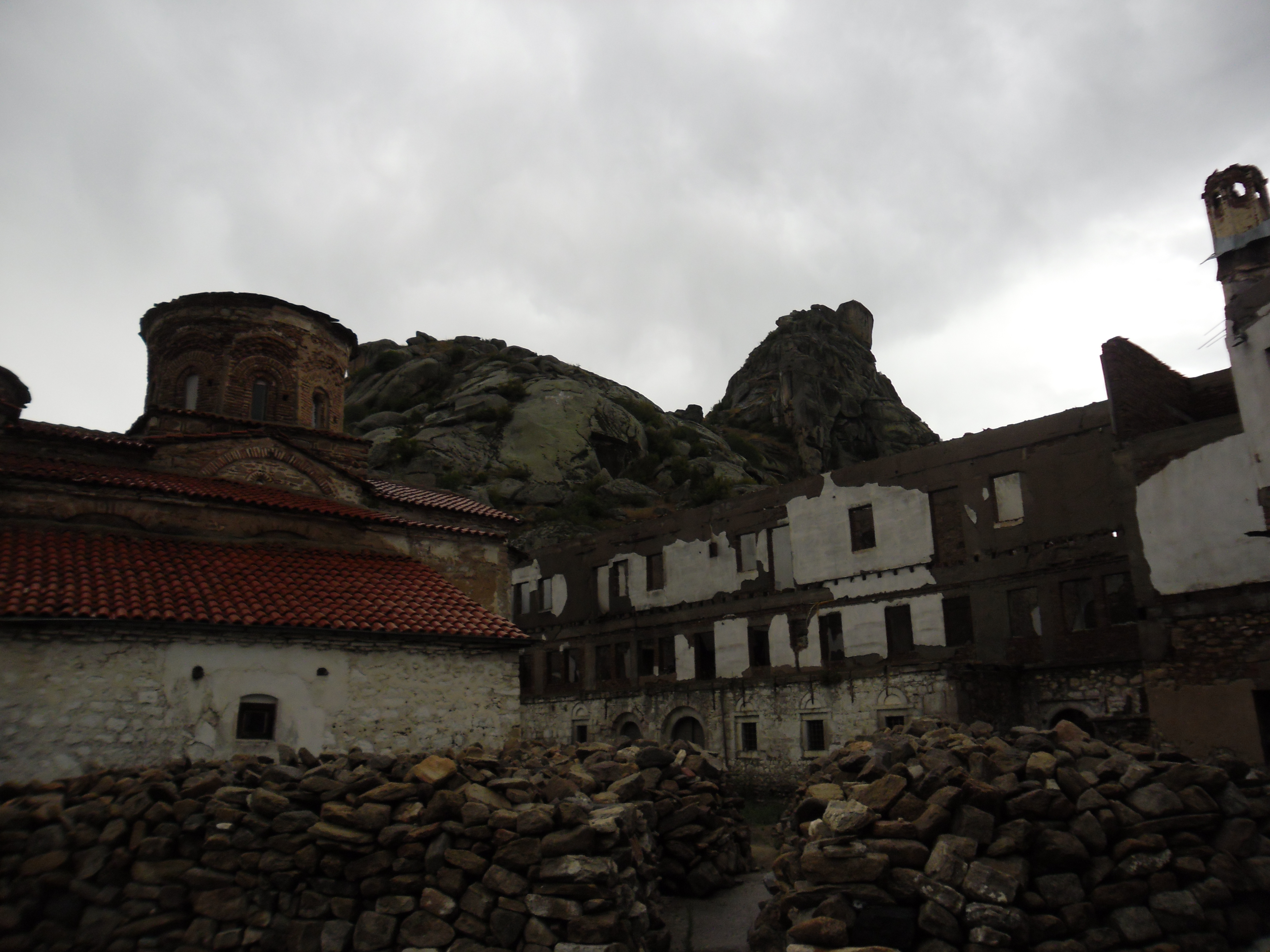
Monastère de Treskavec en ruine (août 2015)